# Marguerite Lafiteau
Marguerite Kihm, coniugata Lafiteau (Clichy, 25 febbraio 1909 – Clichy, 3 ottobre 2015), è stata una ginnasta e cestista francese.

## Carriera

### Ginnastica
Fu quattro volte campione di Francia di ginnastica e capitano della squadra francese ai giochi olimpici di Londra 1948 e di Helskinki 1952.

### Pallacanestro
Giocatrice del Cercle Féminin Paris, con la Francia disputò i Campionati europei del 1938.
Venne premiata dalle autorità della città di Clichy in occasione del suo centesimo compleanno.